# Смърт няма
„Смърт няма“ е български игрален филм (драма) от 1963 година на режисьорите Ирина Акташева и Христо Писков, по сценарий на Тодор Монов и Христо Сантов. Оператор е Тодор Стоянов. Създаден е по романа „Смърт няма“ на Тодор Монов. Музиката във филма е композирана от Васил Казанджиев.

## Сюжет
На строежа на язовирна стена пристига нов бригадир – Васил Караджов. Бригадата, която поема, трябва в съкратен срок да укрепи появилите се в основата пукнатини. Караджов трудно се разбира с хората си. Неговият максимализъм не среща разбиране. Най-заядлив и чепат от бригадата е Златан. Между Васил и бюфетчийката на обекта Лиляна пламва любов. Караджов мечтае да има деца и все пак не иска да остави бездетната си съпруга, затова скъсва връзката си с Лиляна. Пристига старата му бригада, но той я праща на друг участък от обекта и остава при хората, с които работи. В забоя става срутване. Караджов си проправя път до затрупаните. Спасява трима. Последен остава Златан. Краката му са затиснати от паднала подпорна греда. Караджов я прерязва, но сам загива под рухналия таван. Оттогава строителите твърдят, че още чуват стъпките на бригадира някъде под язовирната стена като едно вечно напомняне за човешкия дълг и неговата цена.

## Актьорски състав
- Петър Слабаков – Васил Караджов
- Григор Вачков – Пешо
- Джоко Росич – Златан
- Валентин Русецки – Боляра
- Николай Клисуров – Драката
- Иван Йорданов – Бобчев
- Огнемир Павлов – Тошко
- Меди Димитрова – Лиляна
- Катя Чукова – Христина
- Калина Антонова – Калинка
- Георги Черкелов – главен инженер Панов
- Коста Цонев – Младенов
- Иван Кондов – Велев
- В. Вълчев
- Зл. Тодорова
- Ж. Павлович
- Л. Ардити
- Л. Ламбов
- Д. Бакалов
- Н. Джикелов
- Ст. Патарински

## Награди
- Втора награда ФБФ (Варна, 1963).